# Struktur-Verhalten-Ergebnis-Paradigma
Das Struktur-Verhalten-Ergebnis-Paradigma (auch Structure-Conduct-Performance-Paradigm) ist ein Modell der Industrieökonomik und bietet eine kausale volkswirtschaftlich-theoretische Erklärung für Unternehmensergebnisse durch wirtschaftliches Handeln auf unvollkommenen Märkten. Das Modell wurde erstmals 1933 von den Ökonomen Edward Hastings Chamberlin und Joan Robinson veröffentlicht und von Joe Bain weiterentwickelt.
Nach dem Struktur-Verhalten-Ergebnis-Paradigma haben die Rahmenbedingungen des Marktes direkten, kurzfristigen Einfluss auf die Marktstruktur. Diese hat wiederum direkten Einfluss auf das Marktverhalten und das Marktverhalten beeinflusst ihrerseits das Marktergebnis. Dabei treten Rückkopplungseffekte auf, sodass das Marktergebnis auch das Marktverhalten und die Marktstruktur beeinflussen kann, als auch das Marktverhalten Einfluss auf die Marktstruktur nehmen kann. Zudem wirken sich äußere Einflüsse der Ordnungen und politische Eingriffe auf die Rahmenbedingungen des Marktes, Marktstruktur, Marktverhalten und Marktergebnis aus.